# Gadila brycei
Gadila brycei är en blötdjursart som beskrevs av Lamprell och Healy 1998. Gadila brycei ingår i släktet Gadila och familjen Gadilidae. Inga underarter finns listade i Catalogue of Life.